# Agrilus nalajchanus
Agrilus nalajchanus es una especie de insecto del género Agrilus, familia Buprestidae, orden Coleoptera.
Fue descrita científicamente por Cobos, en 1968.